# 보은제약 실업 야구단
보은 블루웨이브(BoEun Blue Wave)는 국내 실업 야구단이다. 실업 야구단에 의한 기업 홍보와 아마추어 야구 육성이라는 목표를 갖고 창단되었다. 실업구단인 보은 블루웨이브는 근무와 훈련을 병행하며 야구인생을 이어갈 수 있는 기회를 제공한다. 초대 감독은 前 상무 감독인 김정택 감독이 맡았으며 KIA 출신 조태수 선수가 플레잉코치로 구단에 합류했다. 2012년 11월 30여 명의 선수들을 최종 선발을 마치고 공식 창단을 선언하였다. 2013년부터 실업리그에 공식적으로 참가한다.

## 역대 감독
|     | 이름   | 재임 기간          | 경기 | 승 | 패 | 무 | 비고 |
| --- | ------ | ------------------ | ---- | -- | -- | -- | ---- |
| 1대 | 김정택 | 2012년 12월 ~ 현재 |      |    |    |    |      |

## 연도별 성적
| 연도 | 감독   | 순위 | 경기 | 승리 | 무승부 | 패전 | 승률 | 비고 |
| ---- | ------ | ---- | ---- | ---- | ------ | ---- | ---- | ---- |
| 2013 | 김정택 |      |      |      |        |      |      |      |